# Адамандиос Кораис
Адамандиос Кораис (грч. Ἀδαμάντιος Κοραῆς; Смирна, 27. април 1748 — Париз, 6. април 1833) био је грчки филолог и водећа фигура новогрчког просветитељства. Кораис се залагао за оживљавање класицизма и тако је поставио интелектуалне темеље грчкој борби за независност. Имао је веома снажан утицај на савремени грчки језик и културу.